# Lumid Pau Airport
Lumid Pau Airport är en flygplats i Guyana.   Den ligger i regionen Upper Takatu-Upper Esseqiubo, i den södra delen av landet, sydost om Lumid Pau. Lumid Pau Airport ligger 165 meter över havet.
Terrängen runt Lumid Pau Airport är platt. Omgivningarna runt Lumid Pau Airport är huvudsakligen savann.